# Deoria (distrikt)
Deoria är ett distrikt i den indiska delstaten Uttar Pradesh, och hade 2 712 650 invånare år 2001 på en yta av 2 535 km². Det gör en befolkningsdensitet på 1 070,08 inv/km². Den administrativa huvudorten är staden Deoria. De största religionerna är hinduism (88,42 %) och islam (11,38 %).

## Administrativ indelning
Distriktet är indelat i fem kommunliknande enheter, tehsils:
- Barhaj, Bhatpar Rani, Deoria, Rudrapur, Salempur

## Städer
Distriktets städer är huvudorten Deoria samt Bhatni Bazar, Bhatpar Rani, Gaura Barhaj, Gauri Bazar, Lar, Majhauliraj, Rampur Karkhana, Rudrapur och Salempur.
Urbaniseringsgraden låg på 9,89 procent år 2001.